# Porta di Sopra (Castel Goffredo)
La Porta di Sopra era un tempo una delle porte di accesso alla fortezza di Castel Goffredo, per chi proveniva da nord.

## Storia e descrizione
All'inizio del Quattrocento, sotto il marchesato di Alessandro Gonzaga, il primo nucleo abitato costruito a ridosso di "Castelvecchio" fu circondato da un secondo ordine di mura. Non è da escludere che Alessandro si sia avvalso della consulenza del famoso architetto militare della corte gonzaghesca di Mantova Giovanni da Padova. Tutto attorno alle mura si estendeva un fossato, originato dal corso dei torrenti Fuga e Tartarello, che nel punto più largo era ampio 25 metri e profondo alcuni metri.
L'accesso al borgo era controllato da quattro porte:
- Porta Picaloca, a est,  all'ingresso dell'attuale via Mantova (unica a oggi rimasta);
- Porta di Sopra, a nord, all'ingresso dell'attuale via Manzoni, a ridosso della quale nel 1460 fu costruito a maggiore difesa il rivellino;[4]
- Porta del Povino, a sud, all'ingresso dell'attuale via Botturi;
- Porta di Poncarale, a ovest,  all'ingresso dell'attuale via Poncarali.

Le quattro porte furono in seguito ridotte a due (di Sopra e del Povino) sotto il dominio di Aloisio Gonzaga per ragioni di sicurezza.

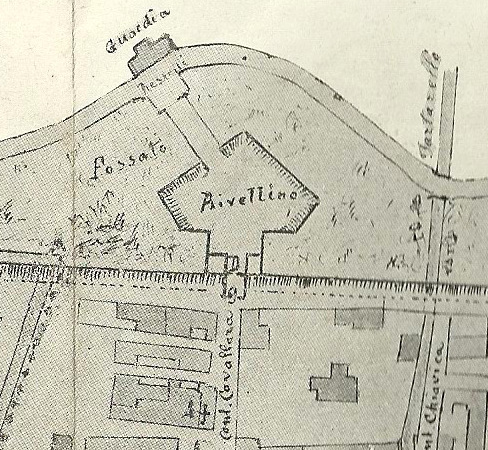
Il rivellino e la Porta di Sopra in una mappa di Castel Goffredo agli inizi del Cinquecento.

La Porta di Sopra era collocata a nord, all'ingresso dell'attuale via Manzoni ed era formata da una grossa torre quadrata con muri di tre metri di spessore e divisa in tre piani. Il piano terra, a volto, serviva per il transito pubblico verso l'esterno. L'architrave della porta era formato dal masso quaternario collocato oggi nei giardini pubblici.
A protezione della porta nel 1460 venne iniziata da costruzione del rivellino, a forma di ottagono irregolare. L'opera difensiva, realizzata in posizione avanzata rispetto al perimetro esterno delle mura, simile ad un piccolo castello indipendente, difendeva la porta da urti e tiri frontali e forniva lateralmente un ottimo tiro per la difesa del fossato su cui sorgeva. Un doppio ponte levatoio (il primo davanti alla porta e il secondo, collegato alla terraferma, immetteva in un cortile) garantiva l'accesso dall'esterno, sorvegliato da un posto di guardia. La loggia permetteva la comunicazione a mezzo di piccioni viaggiatori.
All'esterno della porta, Aloisio Gonzaga fece collocare due lapidi, ancora oggi visibili sulla torre civica, che recitano: NE' SUPERBIA IN LA PROSPERA NE VILTA' IN LA ADVERSA e ALOYSIVS RODVLPHI FILIVS.
A metà del Settecento (tra il 1757 e il 1776) iniziò il progressivo abbattimento delle opere di difesa, iniziando dal rivellino. Nei primi decenni dell'Ottocento iniziò per Castel Goffredo una profonda ristrutturazione urbanistica, che interessò anche la Porta di Sopra (chiamata al tempo anche "Porta Acquafredda" o "Porta Brescia"). Questa porta, che collegava via Cavallara alla nuova strada per Carpenedolo, venne ridotta nello spessore dei muri e nel volto a botte, con la costruzione all'interno di un portone in legno adatto ad essere chiuso. Da questa porta fecero ingresso, dopo l'abbattimento del portone, gli uomini al comando del generale francese François Certain de Canrobert, che il 24 giugno 1859, giorno della battaglia di Solferino, liberarono Castel Goffredo dalla cavalleria austriaca.
L'abbattimento della Porta di Sopra fu completato nel 1949, a seguito delibera comunale.

## Galleria d'immagini

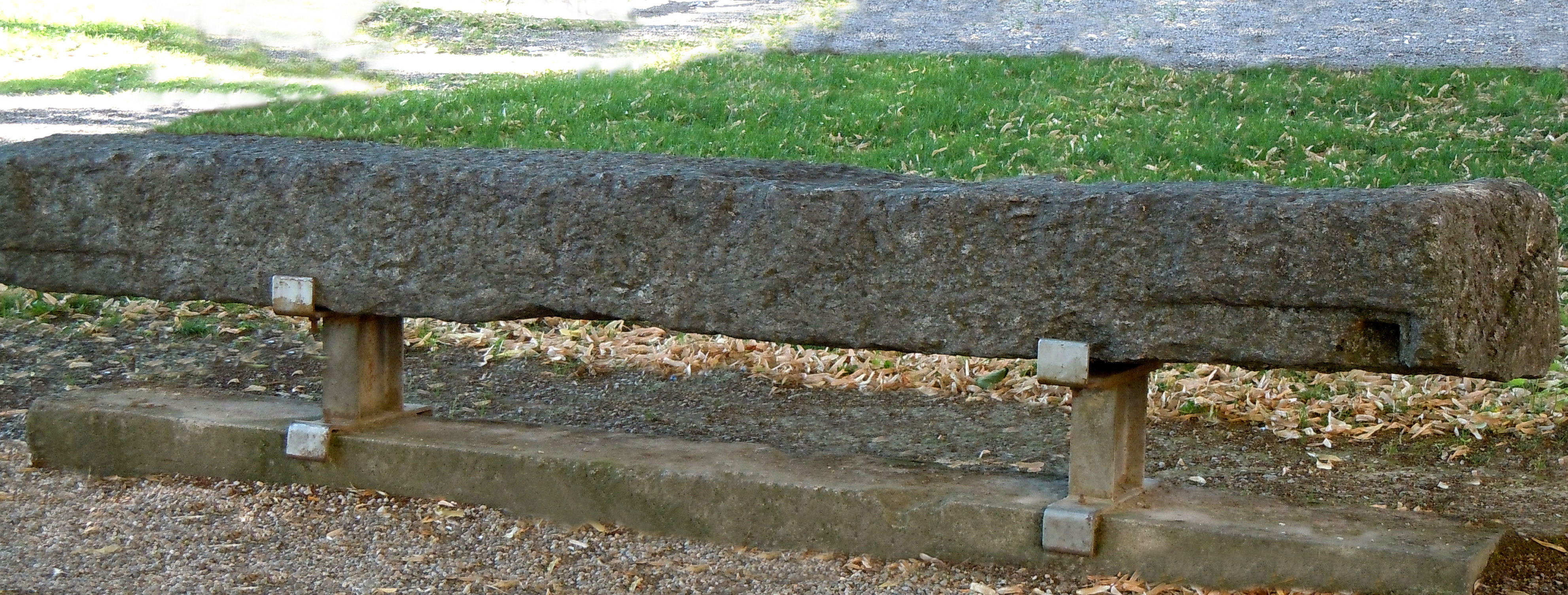
Masso longilineo dell'era quaternaria, collocato nei giardini pubblici di Castel Goffredo fungeva da architrave nella Porta di Sopra.
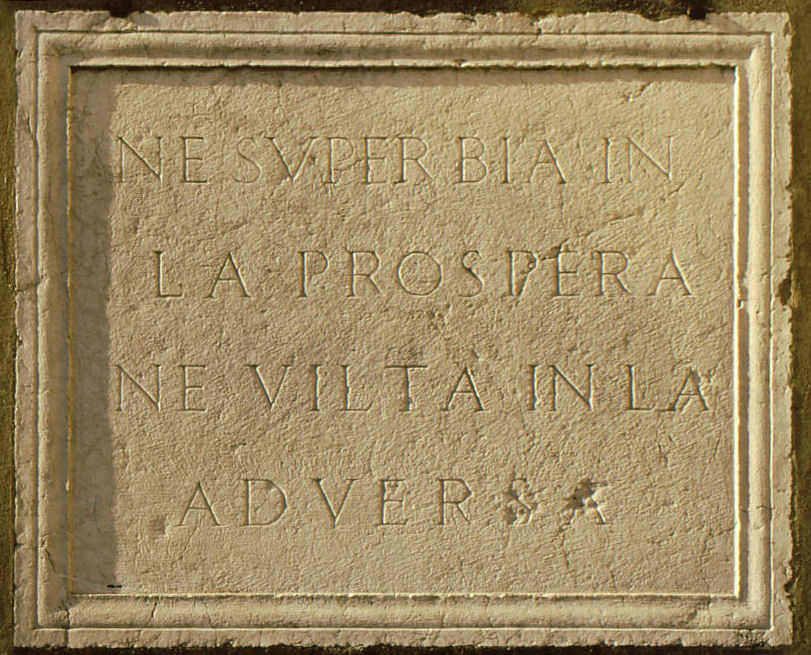
NE' SUPERBIA IN LA PROSPERA NE VILTA' IN LA ADVERSA (lapide collocata a fianco della Porta di Sopra, XV secolo).
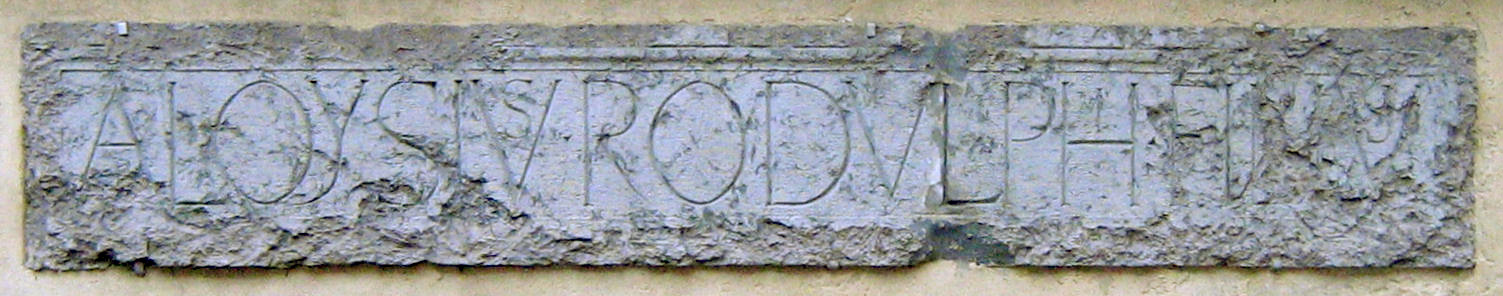
ALOYSIVS RODVLPHI FILIVS (lapide collocata a fianco della Porta di Sopra, XV secolo).
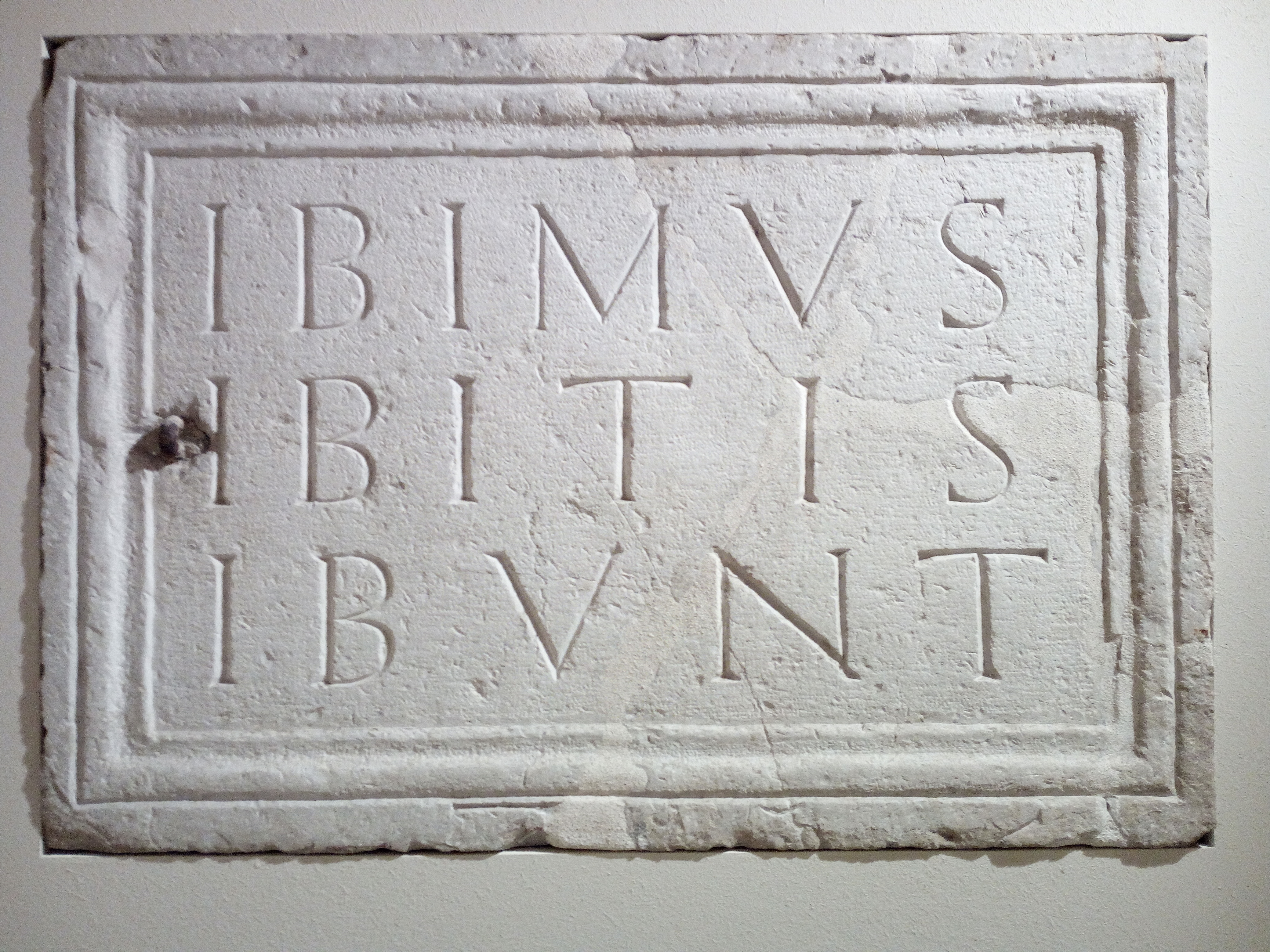
IBIMUS, IBITIS, IBUNT (epigrafe collocata sul rivellino, XV secolo).
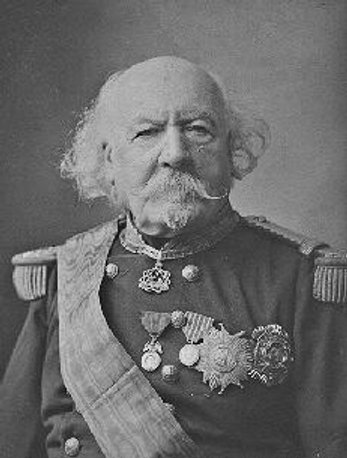
Il generale François Certain de Canrobert.
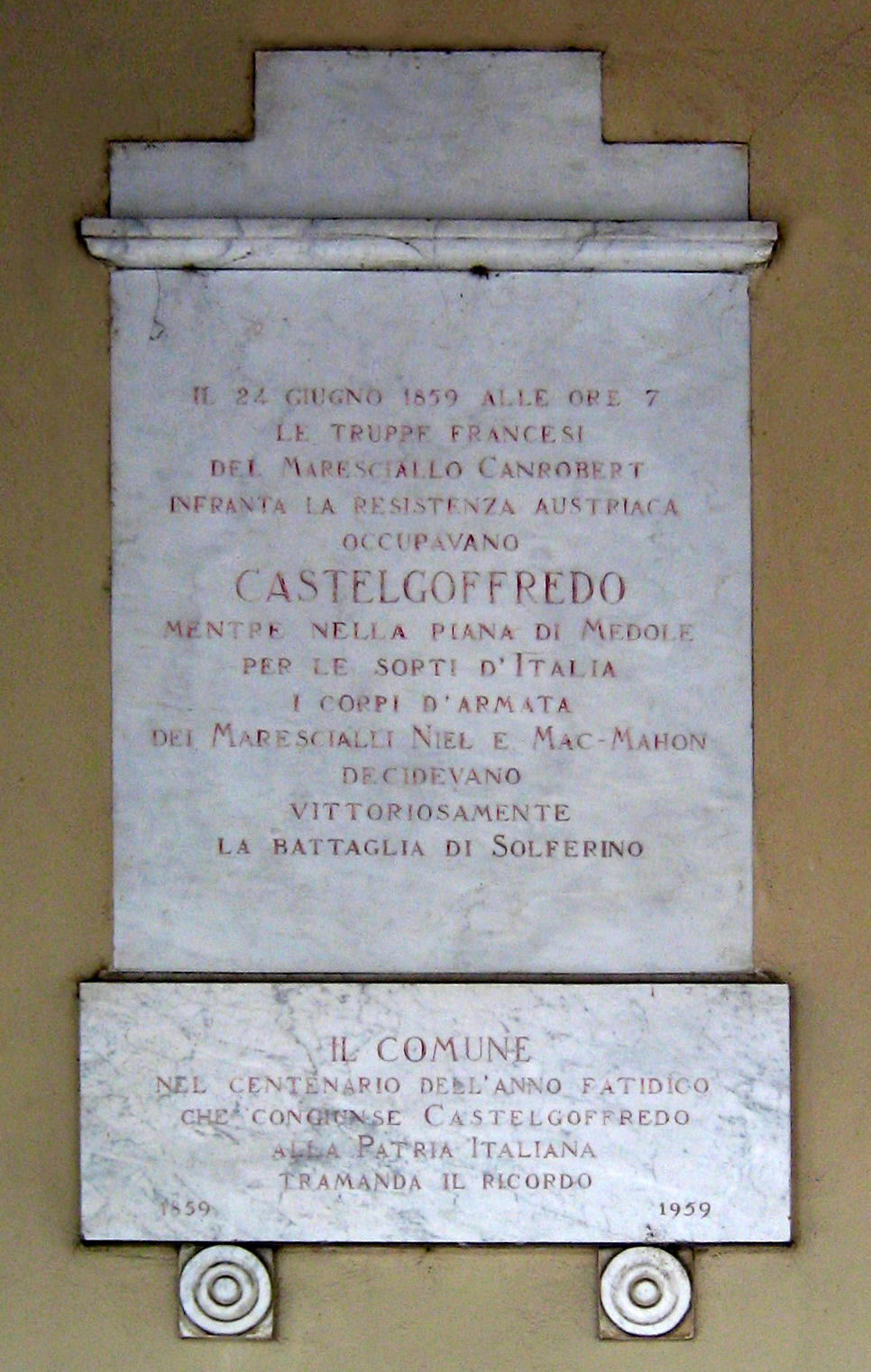
Lapide commemorativa della battaglia di Solferino.
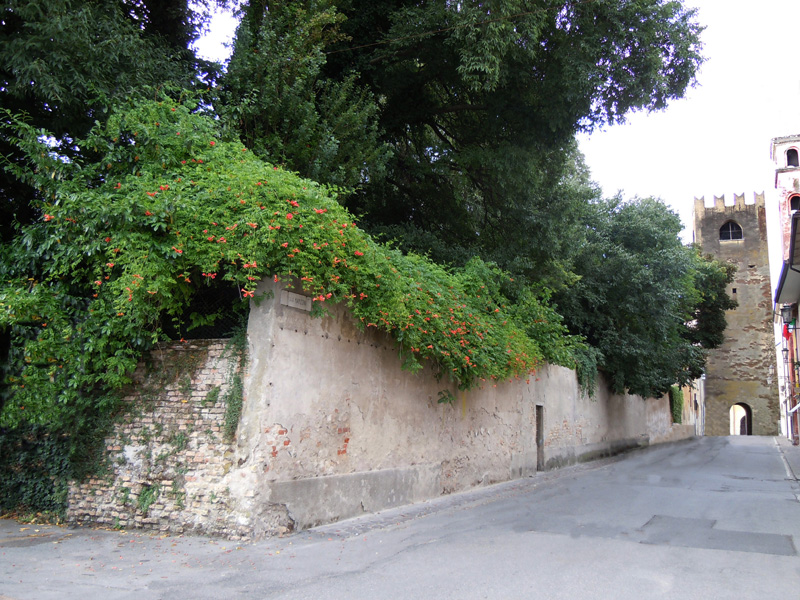
Via Manzoni nel 2011 dove sorgeva Porta di Sopra

### Altre fonti
- 1999 – Immagina. Castel Goffredo: l'evoluzione di un territorio, CD-ROM, a cura del Comune di Castel Goffredo